# Villa Montereggi
Villa Il Leccio, si trova a Fiesole, in via Caldine 2, località Santa Margherita a Saletta.
Il nucleo originario è l'antica torre medievale di avvistamento, attorno alla quale nel XVI-XVII secolo fu costruita una villa padronale al centro di una grande tenuta. Nel corso del Settecento appartenne ai Rucellai, ai Giuntini e poi, nella seconda metà dell'Ottocento, agli Amphoux, nobile famiglia francese.
Fu acquistata nei primi del novecento dagli Alinari e da loro poi è passata ad altre famiglie, sino agli attuali proprietari che ne hanno curato un totale restauro, eliminando le aggiunte tardo ottocentesche e riportando alla luce l'originaria struttura secentesca. All'interno, in alcune sale sono stati restaurati gli affreschi settecenteschi di notevole fattura, coperti da molte mani di pittura, e gli antichi soffitti lignei a cassettone, nascosti da cannicciati ottocenteschi.
Nel giardino antistante la villa è stata recuperata l'antica Cappella, ormai totalmente fatiscente e priva di tetto e di buona parte delle mura, ridotta a poco più di una capanna per gli attrezzi, riportandola alla struttura originaria in base anche alla sua raffigurazione presente in un affresco posto nel salone del primo piano, dove ben si evidenziano le sue caratteristiche architettoniche.